# Fannie Kauffman
Pour les articles homonymes, voir Kauffman.
Fannie Kauffman (11 avril 1924 - 21 février 2009), connue sous son nom de scène Vitola, est une comédienne et humoriste cubaine née au Canada, qui a effectué une grande partie de sa carrière au Mexique.

## Biographie
Elle naît le 11 avril 1924 à Toronto, Ontario, au Canada. Elle déménage avec ses parents à Cuba et grandit à La Havane, où elle réside jusqu'à l'âge de 22 ans,. Elle commence une carrière dans le monde du spectacle comme chanteuse à l'âge de 8 ans, et pense alors devenir chanteuse d'opéra.
Ses parents l'inscrivent à un concours radiophonique alors qu'elle a onze ans et demi. Le concours recherche une petite fille pour participer à l'émission quotidienne de radio pour enfants, La Escuelita. Elle remporte le concours et a commencé à apparaître à la radio avec l'équipe de bande dessinée cubaine, Agapito y Timoteo. Elle y gagne son surnom à vie, Vitola. Son surnom vient de la vitole des cigares cubains.

### Carrière
Elle passe à la comédie et déménage au Mexique en 1943, peu de temps avant ses 23 ans,. En 2007, elle déclare au journal El Universal, bien qu'elle ait été élevée au Canada et à Cuba, « Soy mexicana » (je suis mexicaine), après plus de 60 ans de résidence dans le pays.
Elle y fait ses débuts au Teatro Arbeu de Mexico en 1943. Elle y rencontre Germán Valdés, plus connu sous le nom de Tin-Tan. Ils développent une relation professionnelle étroite qui orientera leurs carrières respectives. Les deux apparaissant souvent face à face à l'écran et sur scène.
En 1946, sa carrière cinématographique démarre dans le film Se acabaron las mujeres (1946) réalisé par Ramón Peón. Elle joue dans le film mexicain de 1949, El Rey del Barrio, aux côtés de Silvia Pinal et Tin-Tan. On la voit par la suite dans des films tout au long de l'âge d'or du cinéma mexicain, y compris le film de 1950, También de Dolor se Canta, avec Pedro Infante et des films face à Adalberto Martínez.
Elle se marie trois fois, chaque mariage se terminant par un divorce. Elle a eu quatre fils et une fille de ses trois mariages Ses fils aînés, l'acteur Humberto Elizondo et David, sont nés lors de son premier mariage avec le diplomate mexicain Humberto Elizondo Alardine, ses deux autres fils de son deuxième mariage, Moisés et Abraham, sont décédés dans des accidents séparés dans les années 1980.
Elle prend sa retraite à l'âge de 72 ans. Elle en était venue à penser que le public ne se moquait plus de ses blagues comme il le faisait autrefois dans sa carrière.
Elle meurt le matin du 21 février 2009 de causes naturelles dans un hôpital de Mexico à l'âge de 84 ans. Elle a été nommée récipiendaire du Golden Ariel 2008, la plus haute distinction de l'industrie cinématographique mexicaine, peu de temps avant sa mort. Elle a reçu le prix Ariel à titre posthume. Elle laisse dans le deuil trois de ses cinq enfants, dont l'acteur mexicain Humberto Elizondo.

## Filmographie
- 1946 : Se acabaron las mujeres
- 1949 : El rey del barrio
- 1950 : También de dolor se canta
- 1950 : Simbad el Mareado
- 1950 : La vida en broma
- 1950 : ¡Ay, amor, cómo me has puesto!
- 1951 : Vivillo desde chiquillo
- 1952 : Música, mujeres y amor
- 1952 : Mi papá tuvo la culpa
- 1953 : De ranchero a empresario
- 1954 : Miradas que matan
- 1954 : El vizconde de Montecristo
- 1955 : La barba azul
- 1955 : Los platillos voladores
- 1956 : Club de señoritas
- 1958 : Locura musical
- 1958 : Viaje a la luna
- 1958 : Concurso de belleza
- 1960 : El Supermacho
- 1960 : El fantasma de la opereta
- 1963 : El tesoro del rey Salomón
- 1963 : El hombre de papel d'Ismael Rodríguez
- 1964 : La cigüeña distraída
- 1965 : Tintansón Crusoe
- 1967 : El matrimonio es como el demonio
- 1968 : Autopsia de un fantasma
- 1968 : Préstame a tu mujer
- 1973 : Las tarántulas
- 1974 : El valle de los miserables
- 1978 : Los amantes fríos
- 1979 : Amor a la mexicana
- 1979 : El secuestro de los cien millones
- 1980 : Burlesque
- 1981 : D.F./Distrito Federal
- 1982 : El ánima de Sayula
- 1984 : Siempre en domingo
- 1985 : El secuestro de Lola
- 1986 : Lola La Trailera 2a.Parte
- 1989 : Metiche y encajoso